# Rhaphuma suthra
Rhaphuma suthra är en skalbaggsart som beskrevs av Gardner 1940. Rhaphuma suthra ingår i släktet Rhaphuma och familjen långhorningar. Inga underarter finns listade i Catalogue of Life.